# Aleksas Butkus
Aleksas Butkus (* 1953 in Stakminiai, Rajongemeinde Telšiai) ist ein litauischer Politiker und ehemaliger Vizeminister für Landwirtschaft Litauens.

## Leben
Nach der Schulabschluss 1969 in Tryškiai lernte Butkus von 1969 bis 1973 am Technikum. Dann absolvierte Aleksas Butkus von 1976 bis 1984 das Diplomstudium Agronomie der Landwirtschaft an der LŽŪA in Kaunas. Anschließend arbeitete als Direktor in den Unternehmen UAB "Žemalės agraras" sowie UAB "Aušra" und war Mitglied im Rat der Rajongemeinde Mažeikiai. Von 2000 bis 2001 war Aleksas Butkus stellvertretender Landwirtschaftsminister Litauens. Er wurde vom Agrarminister Kęstutis Kristinaitis ernannt.
Aleksas Butkus ist verheiratet und hat drei Kinder. Er war Mitglied von Naujoji Sąjunga.